# سامسونیت
سامسونیت (تلفّظ در ایران: سامسونِت) یک شرکت آمریکایی تولیدکننده و فروشنده انواع کیف و چمدان است که همچنین مالکیت برندهای مختلف کیف و چمدان از جمله امریکن توریستر می‌باشد.

## نگارخانه

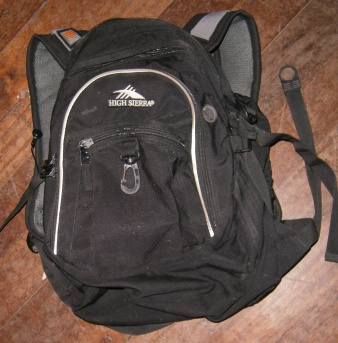